# TIAS School for Business and Society
Die niederländische TIAS School for Business and Society mit fünf Standorten ist die gemeinsame Business School der Universität Tilburg und der Technischen Universität Eindhoven. Sie ist seit mehr als 20 Jahren in internationalen Rankings präsent (in der Financial Times auf Rang 20 des European Business School Rankings 2013), und ihre englischsprachigen Master- und MBA-Programme sowie das DBA-Programm sind von der Association of MBAs und AACSB akkreditiert. TIAS kann auf ein großes Firmennetzwerk zurückgreifen und bietet daher auch auf dem Gebiet Executive Education und Firmenseminare eine Reihe von Programmen an, was wiederum den MBA-Absolventen zugutekommt. Die Business School verfügt zudem über ein eigenes Career Center für die Studierenden sowie eine aktive Alumni-Arbeit.
Seit ihrer Gründung Mitte der 1980er Jahre haben weltweit über 7.500 Teilnehmer an Master- und MBA-Studienprogrammen teilgenommen. Neben den für ein MBA-Programm typischen Lehrinhalten spielen aufgrund der Internationalität der Studenten auch der interkulturelle Austausch sowie die Persönlichkeitsentwicklung eine Rolle. Seit seinem Start im Jahr 2001 haben bereits 96 Studierende (aus 36 Laendern) am DBA-Programm teilgenommen.

## MBA-Formate und DBA-Studium
TIAS bietet in den Niederlanden MBA-Programme an. Der einjährige Vollzeit-MBA findet in Utrecht statt. Das Executive MBA-Programm IMM, das TIAS in Kooperation mit drei weiteren Business Schools in den USA und Europa anbietet, erreichte im Financial Times-Ranking im Oktober 2007 weltweit den 1. Platz in International Course Experience und den 11. Platz insgesamt. Die Titelvergabe im IMM erfolgt durch TIAS, die US-amerikanische Purdue University sowie die ungarische CEU Business School.
TiasNimbas bietet im Studienablauf eine hohe Flexibilität. Durch die verschiedenen Standorte in Tilburg, Utrecht, Amsterdam, Eindhoven und Taipei können die MBA-Studenten sowohl ihre Klausuren als auch einige Kurse an verschiedenen Orten belegen.
Neben den MBA-Programmen kann bei TIAS ein Doctor of Business Administration abgelegt werden, der berufsbegleitend vier Jahre dauert und ebenfalls englischsprachig ist. Gradverleihende Institution ist die Universität Bradford, UK.

## Internationale Verbindungen
Im Executive MBA arbeitet TIAS mit einer US-amerikanischen und zwei europäischen Business Schools zusammen; die Präsenzphasen finden daher in Europa, den USA und in Shanghai statt, wo sich mit der CEIBS ein weiterer internationaler Partner von TIAS befindet.